# Dorothée Pullinger

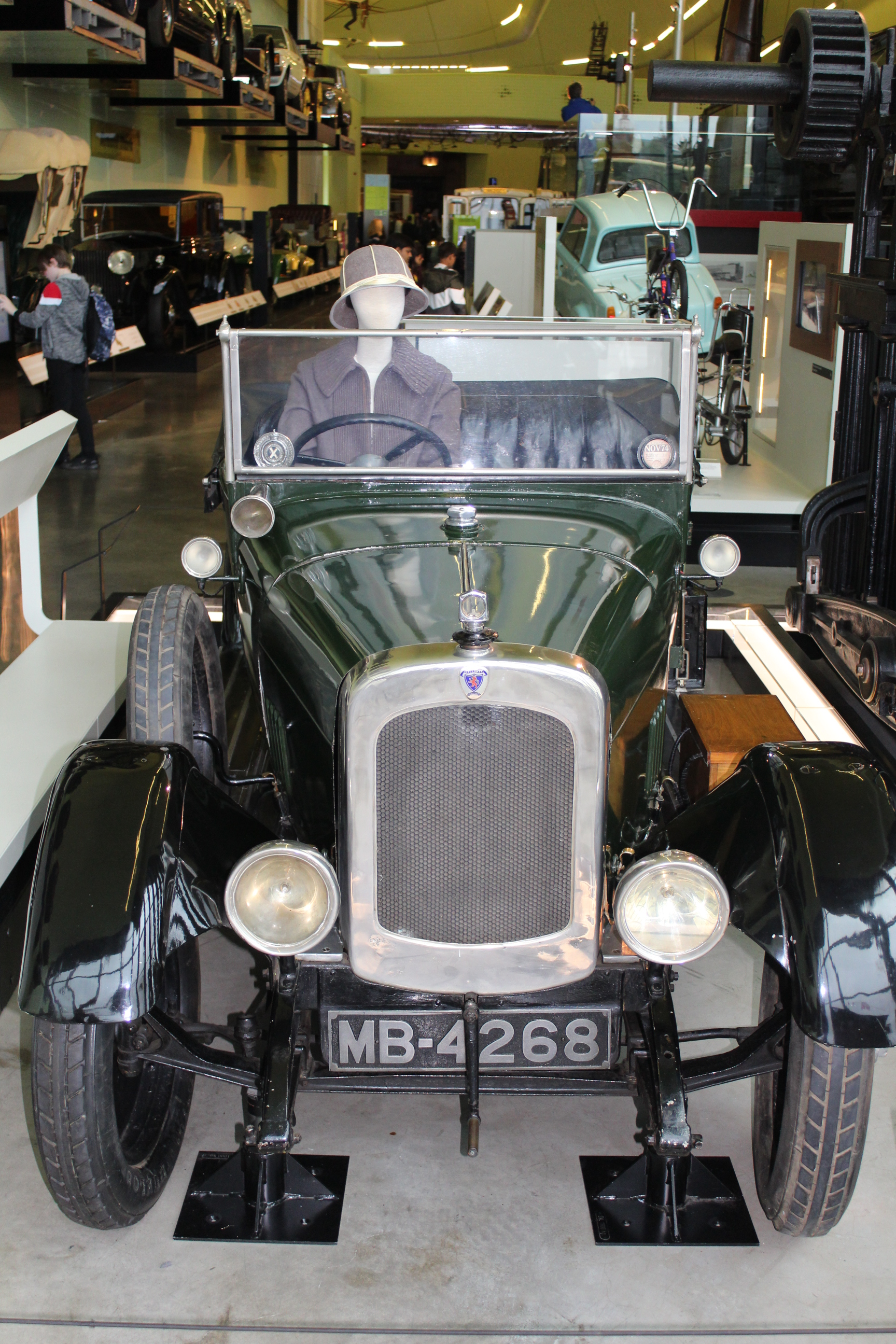
Dorothee Pullinger und das Gallowayauto von 1924 mit 1323 cm³ im Riverside Museum

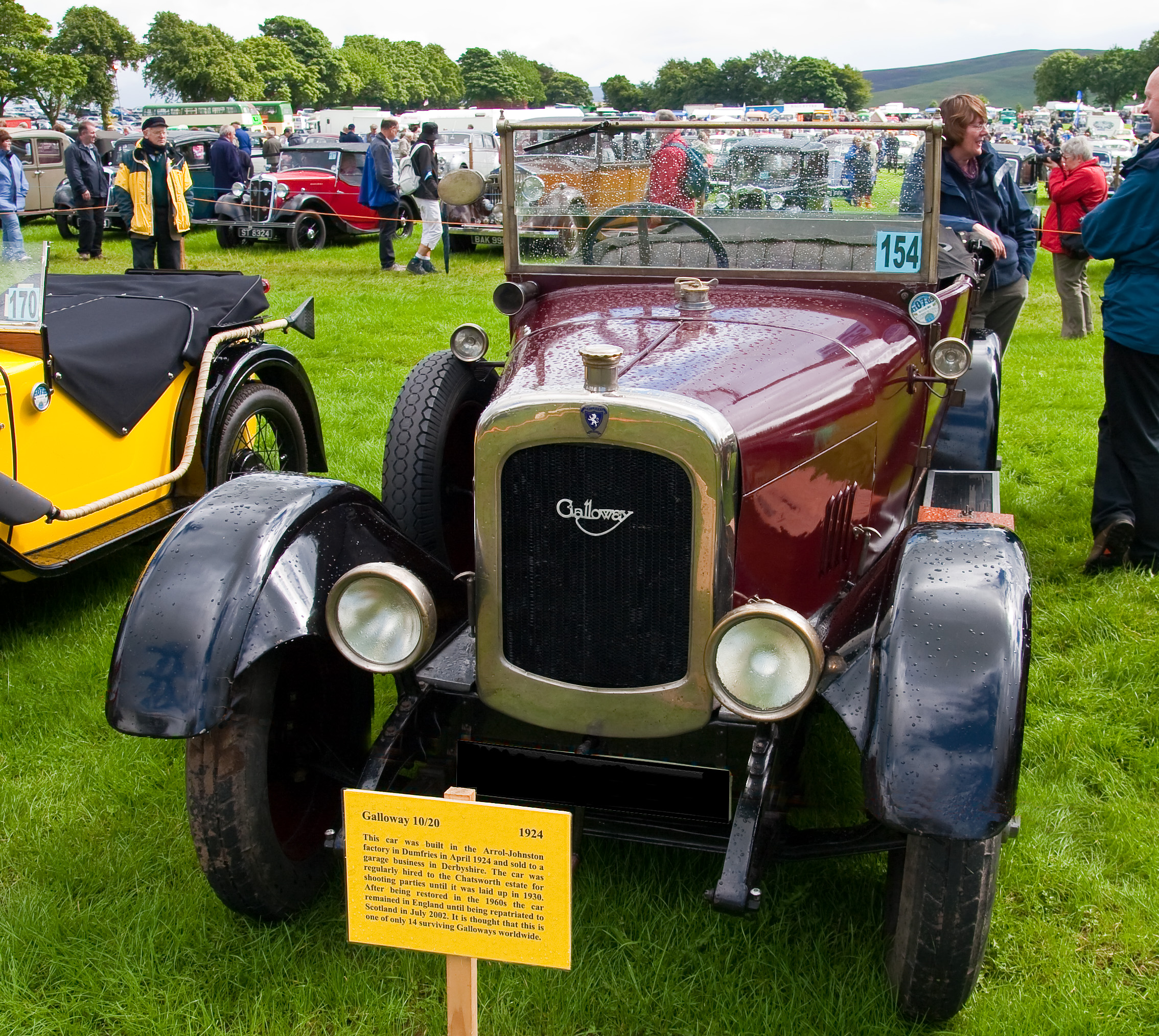
Foto eines seltenen Galloway 10/20 von 1924 bei der Biggar Vintage Rally

Dorothée Pullinger,  MBE (* 13. Januar 1894 in Saint-Aubin-sur-Scie, Frankreich; † 28. Januar 1986 in Saint Peter Port, Guernsey) war eine britische Ingenieurin.

## Leben und Werk
Pullinger war das älteste der elf Kinder von Aurélie Berenice und dem Ingenieur Thomas Charles Pullinger. Sie wurde an der Loughborough High School ausgebildet, nachdem ihre Familie 1904 nach Großbritannien gezogen war. 1910 begann sie als Zeichnerin in Paisley beim ältesten und größten schottischen Automobilhersteller Arrol-Johnston, bei dem ihr Vater Geschäftsführer war.
Sie blieb bis zum Beginn des Ersten Weltkriegs bei Arrol-Johnston, als dieser von der Produktion von Autos zu Flugzeugen wechselte. Sie wurde zur Leiterin der großen Munitionsanlage von Vickers in Barrow-in-Furness ernannt, in der Frauen hochexplosive Granaten herstellten. Dank ihrer fließenden Englisch- und Französischkenntnisse konnte sie die Belegschaft von rund 7.000 Mitarbeitern verwalten, von denen einige belgische und französische Flüchtlinge waren. 1916 baute ihr Vater für Arrol-Johnston bei Kirkcudbright eine neue Munitionsfabrik, zu der eine Ingenieurschule für Frauen und ein Lehrlingsprogramm gehörten.

## Galloway Motors und Automobilbau
Nach dem Krieg kehrte sie nach Schottland zurück, wo die Munitionsfabrik wieder auf die Herstellung von Automobilen umgestellt und in Galloway Motors Ltd umbenannt wurde. Pullinger wurde Direktorin und Managerin dieses Unternehmens, das für Arrol-Johnston den Galloway, ein Auto für Frauen, entwickelte. Der Galloway 10/20 wurde im Oktober 1920 auf den Markt gebracht. Er basierte auf dem ersten Nachkriegsauto von Fiat, dem Tipo 501, den sie gekauft und dann zerlegt hatte. Das Unternehmen beschäftigte unter Pullingers Leitung überwiegend weibliche Arbeitskräfte und produzierte 4000 Automobile bis 1923, als die Produktion auf das Heathhall-Werk von Arrol-Johnston verlagert wurde.
Pullinger war eine begeisterte Rennfahrerin und gewann mit einem Galloway 1922 eine Medaille des Edinburgh and District Motor Car Club sowie 1924 den Pokal bei den Scottish Six Day Car Trials. 1921 wurde sie als erstes weibliches Mitglied der Institution of Automobile Engineers gewählt, nachdem ihr erster Antrag 1914 abgelehnt worden war, weil sie eine Frau war.
1924 heiratete sie Edward Marshall Martin, mit dem sie zwei Kinder bekam. In den späten 1920er Jahren gründeten sie und ihr Ehemann die White Service Steam Laundry Ltd. in Croydon, eine Reinigung, die auf 17 Geschäfte erweitert wurde, in denen amerikanische Dampfwäschereiausrüstungen installiert waren. 1946 verkauften sie das Unternehmen.
Während des Zweiten Weltkriegs war sie die einzige Frau, die in das Industriegremium des Produktionsministeriums berufen wurde. Sie gründete ein Arbeitsprogramm für Frauen und leitete 13 Fabriken. 1947 zog sie nach Guernsey, wo sie 1950 die Normandie Laundries gründete. Sie starb in Guernsey am 28. Januar 1986.

## Auszeichnungen
1919 war sie Gründungsmitglied der Women’s Engineering Society. 1920 erhielt sie einen MBE für ihre Arbeit als Managerin während des Ersten Weltkriegs. 2012 wurde sie als erste Frau in die Scottish Engineering Hall of Fame aufgenommen.
Im Juni 2019 wurde im Riverside Museum in Glasgow im Rahmen der Feierlichkeiten zum 100. Geburtstag der Women’s Engineering Society eine Ausstellung über Dorothée Pullinger eröffnet, darunter ein Galloway-Coupé aus dem Jahr 1924.